# Charles B. Henderson

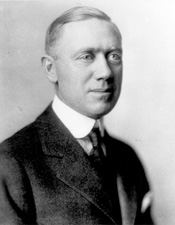
Charles B. Henderson

Charles Belknap Henderson (* 8. Juni 1873 in San José, Kalifornien; † 8. November 1954 in San Francisco, Kalifornien) war ein US-amerikanischer Politiker der Demokratischen Partei, der den Bundesstaat Nevada im US-Senat vertrat.

## Frühe Jahre
Charles Henderson war noch ein kleiner Junge, als er mit seinen Eltern im Jahr 1876 nach Nevada zog, wo er in Elko die öffentlichen Schulen besuchte. Danach studierte er an der University of the Pacific in Stockton sowie der Stanford University. Seinen Jura-Abschluss machte er 1895 an der University of Michigan; im folgenden Jahr wurde er in die Anwaltskammer aufgenommen und begann in Elko zu praktizieren. 1898 kämpfte er im Spanisch-Amerikanischen Krieg und war Mitglied des 1. US-Freiwilligen-Kavallerieregiments, das als Rough Riders bekannt wurde.
Im Jahr 1901 übernahm Henderson das Amt des Bezirksstaatsanwaltes im Elko County und behielt dieses bis 1905, als er ein Abgeordnetenmandat in der Nevada Assembly erhielt. Dieses übte er bis 1907 aus. Danach gehörte er bis 1917 dem Leitungsgremium der University of Nevada in Reno an.

## Senator
Am 12. Januar 1918 wurde Charles Henderson von Nevadas Gouverneur Emmet D. Boyle zum US-Senator ernannt. Er trat in Washington, D.C. die Nachfolge des verstorbenen Francis G. Newlands an und gewann auch die Nachwahl um diesen Sitz. 1920 bewarb er sich um die Wiederwahl, unterlag aber dem früheren republikanischen Gouverneur Tasker Oddie und musste somit am 3. März 1921 aus dem Senat ausscheiden.
Ab dem Jahr 1934 war Henderson Mitglied im Board of Directors der Reconstruction Finance Corporation, einer unabhängigen Bundesbehörde. 1941 übernahm er deren Vorsitz; sechs Jahre später legte er dieses Amt nieder und zog sich aus der Politik zurück. Er wurde Präsident der Elko Telephone & Telegraph Co. sowie Direktor der Western Pacific Railroad.
Charles Henderson starb 1954 in San Francisco. Die Stadt Henderson in Nevada trägt als Würdigung seinen Namen.